# Salix kusanoi
Salix kusanoi — вид квіткових рослин із родини вербових (Salicaceae).

## Морфологічна характеристика
Це дерево до 6 метрів заввишки. Однорічні гілочки багряно-червоно-чорні, голі; молоді гілочки сіро-буро запушені. Листки на довгих ніжках; листкова пластина яйцювата чи яйцювато-еліптична, ≈ 9 × 4 см; краї цільні; верхівка від гострої до загостреної; абаксіальна (низ) поверхня світла чи злегка бліда, спочатку коричнево-шовковиста, майже гола крім уздовж жилок; адаксіальна поверхня трав'янисто-зелена, коричнево-шовковиста вздовж середньої жилки. Чоловічі сережки циліндричні, 8(9) см. Жіночі сережки ≈ 3 × 1 см.

## Середовище проживання
Ендемік Тайваню. Населяє водно-болотні угіддя чи росте на берегах річок і ставків.

## Галерея

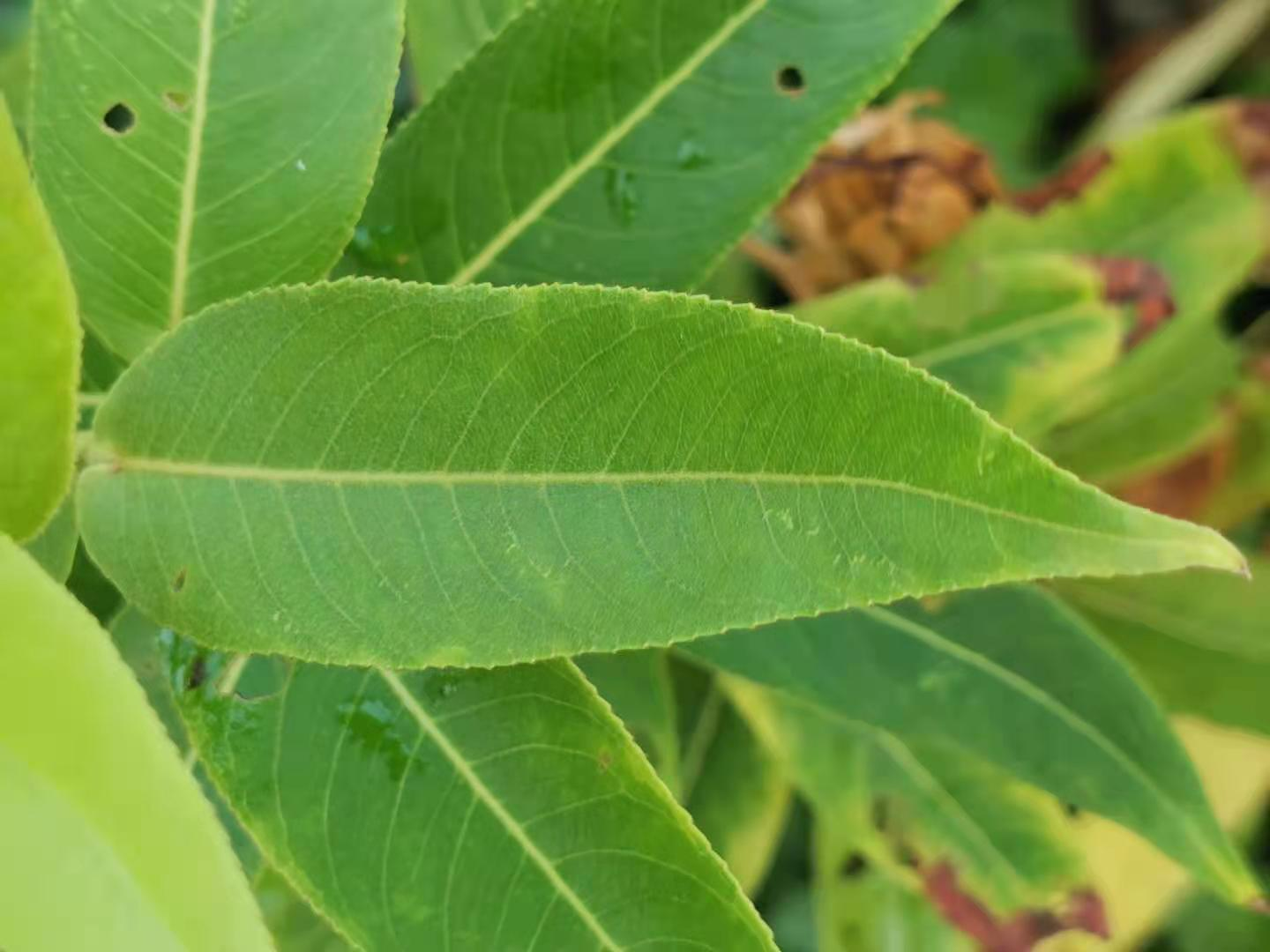
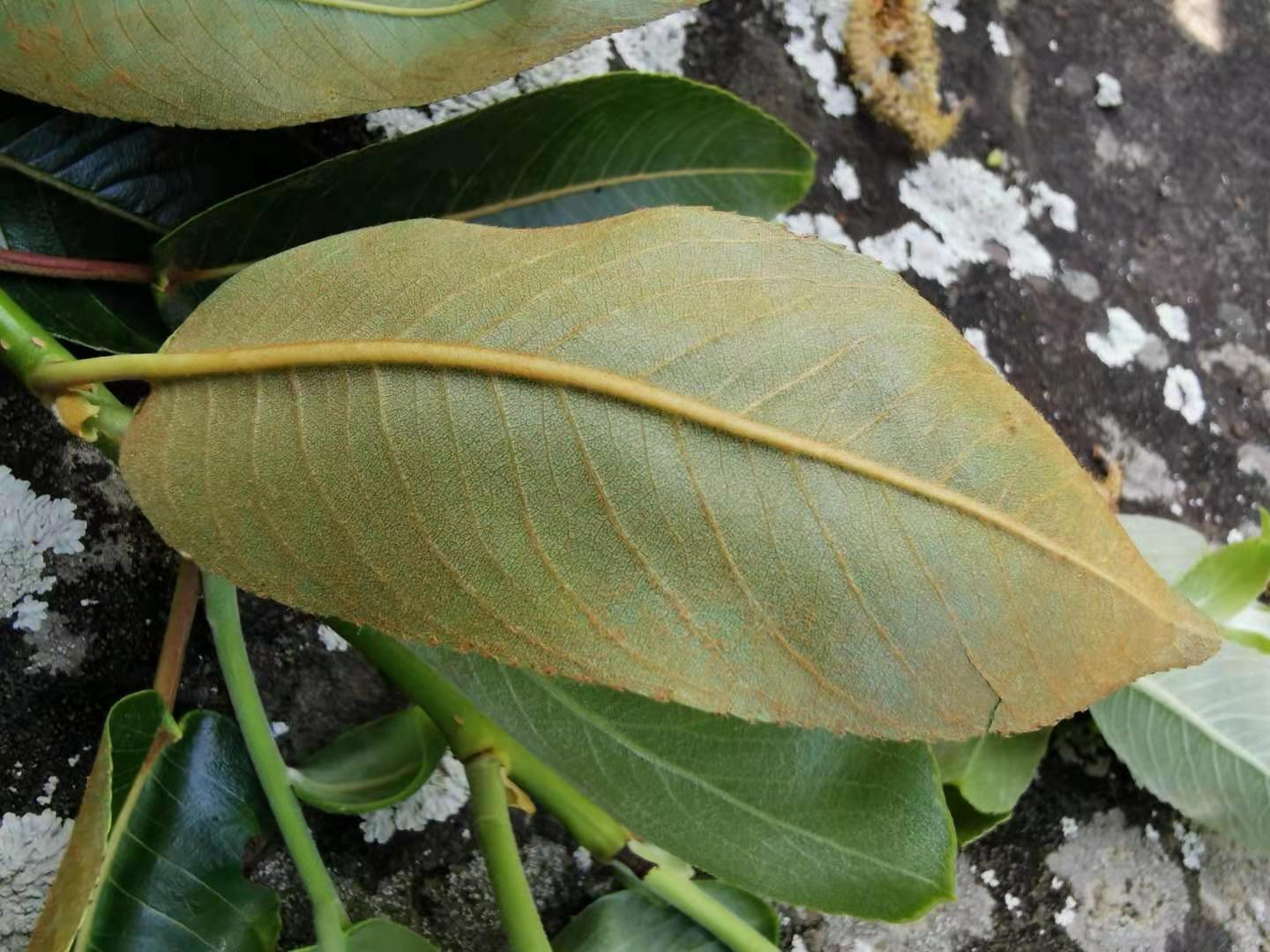
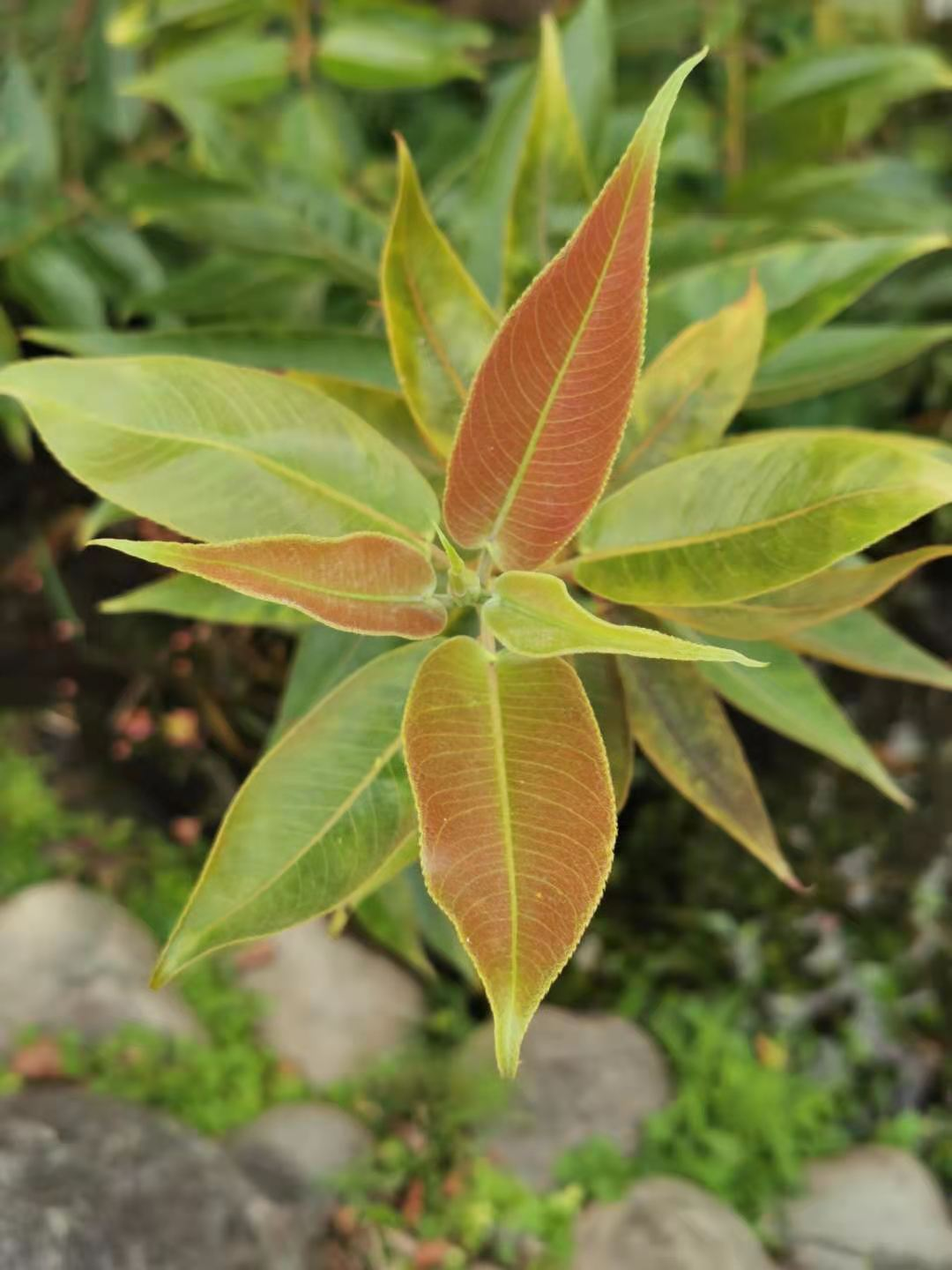
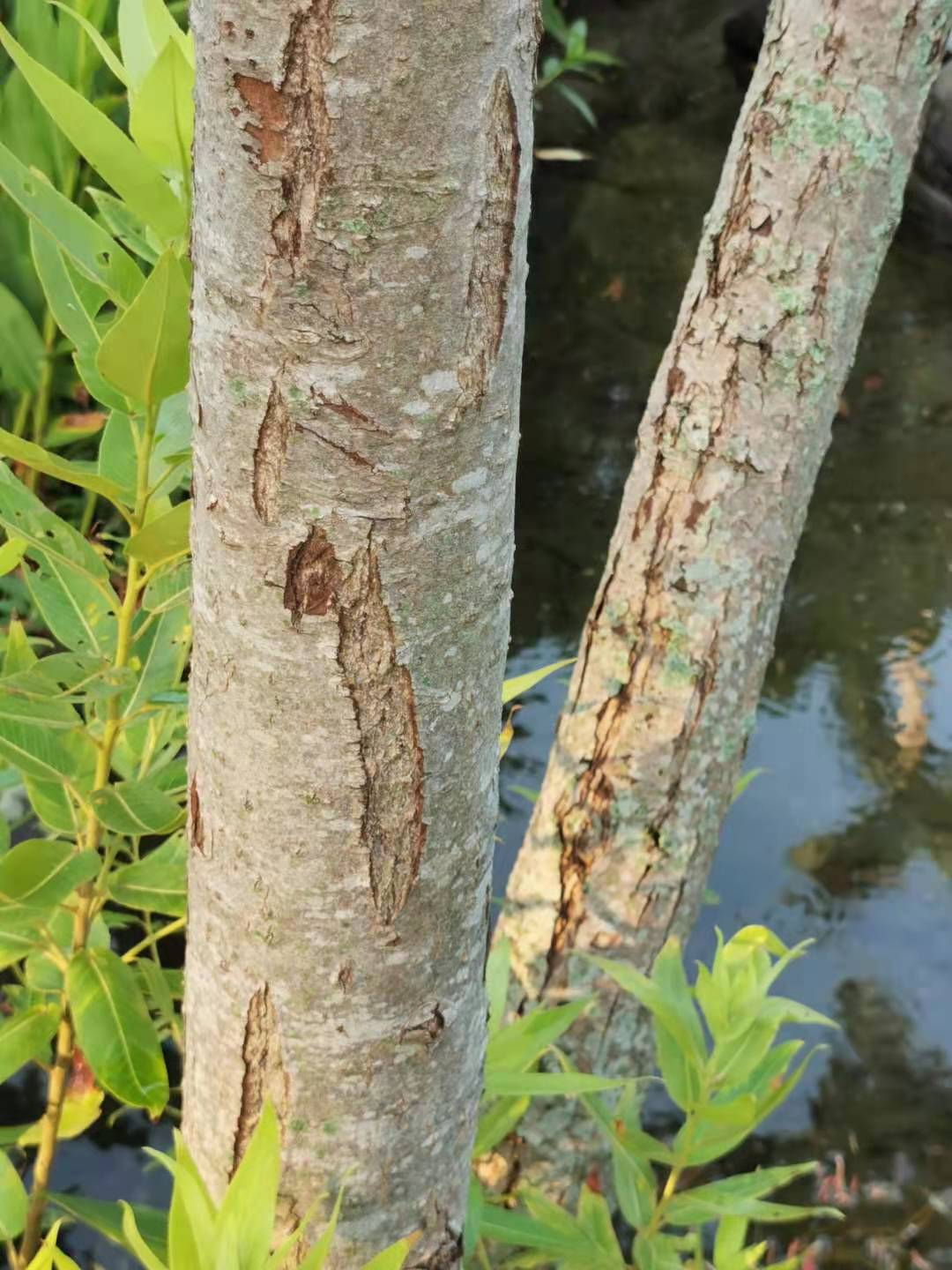
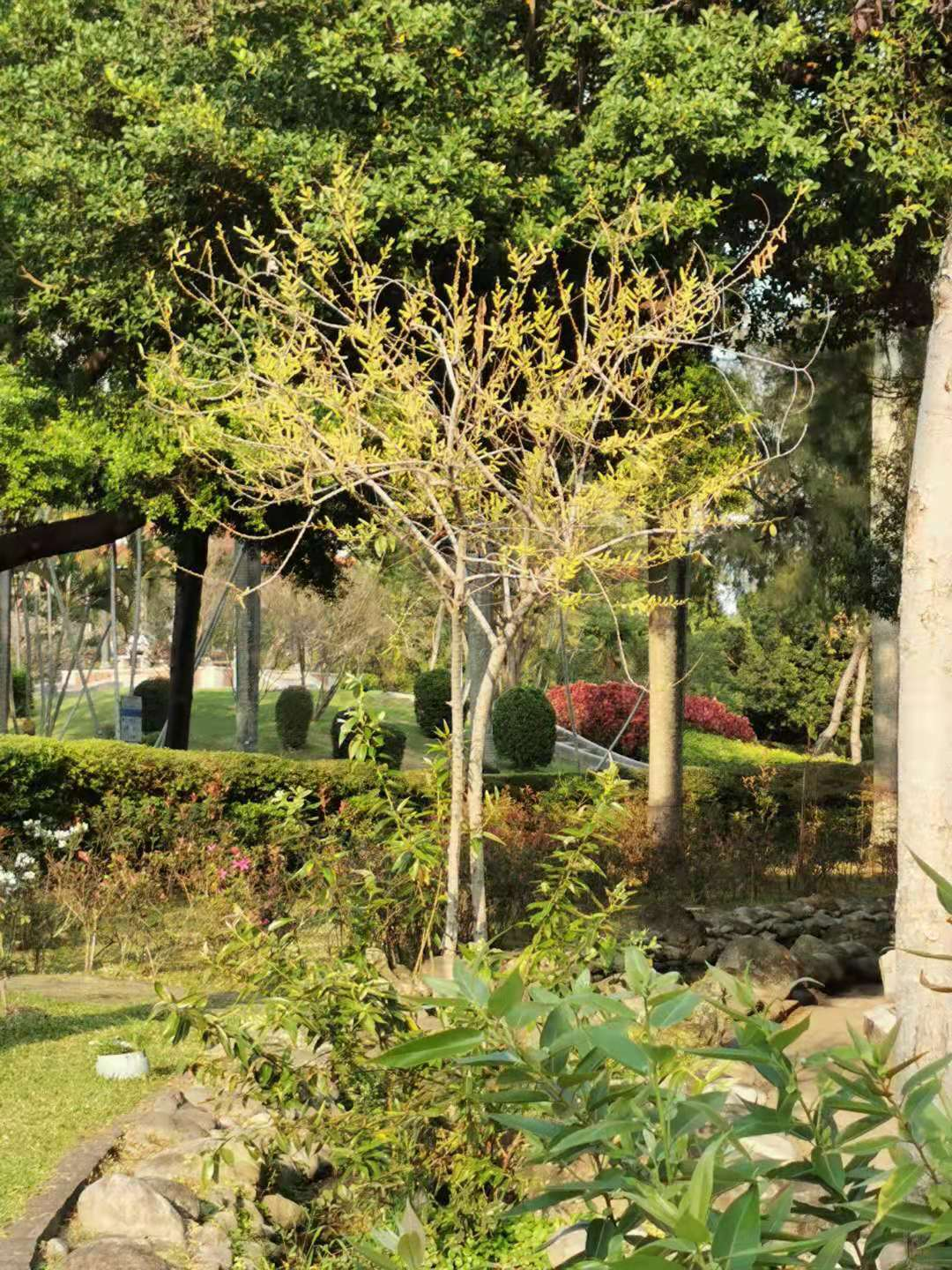